# الساركتساني
الساركتساني هي مجموعه إثنيه تنحدر أصولها من اليونان وجزء من بلغاريا وجنوب البانيا وتركيا وشمال مقدونيا، تعمل في الرعي والترحال. تاريخيا تمركزوا في جبال بيندوس وغيرها من سلاسل الجبال في اليونان. معظم الساركتسانيين تخلوا عن طريقة العيش بالرعي والترحال وانتقلوا إلى الحضارة.

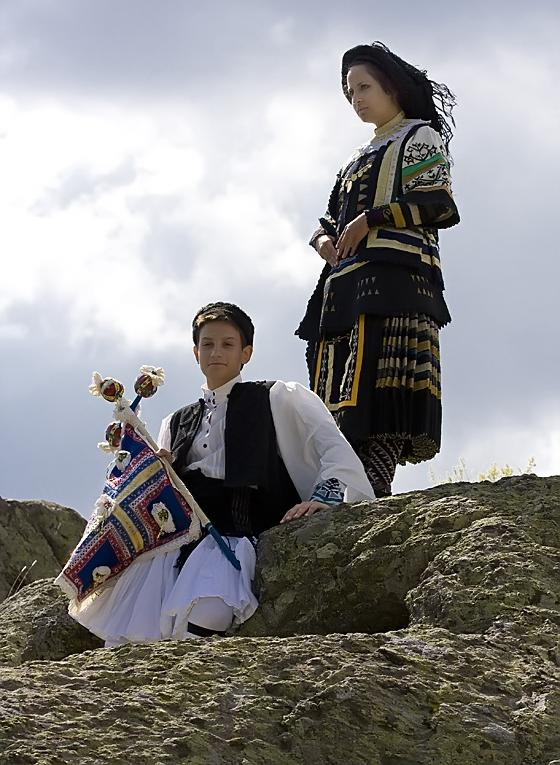
اطفال ساركتسانيون. كوتيل, بلغاريا

## التسمية
أكثر النظريات حول اسم «ساركتساني» أنها أتت من الكلمة التركيه karakaçan«كاراكتشان» حيث كارا تعني أسود وكاتشان تعني الهارب، التي استخدمها العثمانيون إشارة لمن كانوا يلبسون الأسود وهربوا إلى الجبال خلال الاحتلال العثماني لليونان. فيما يوجد نظرية أخرى أن اسم ساركتساني أتى نسبة إلى قرية ساركتساي وهي الموطن المفترض لشعب الساركتساني.

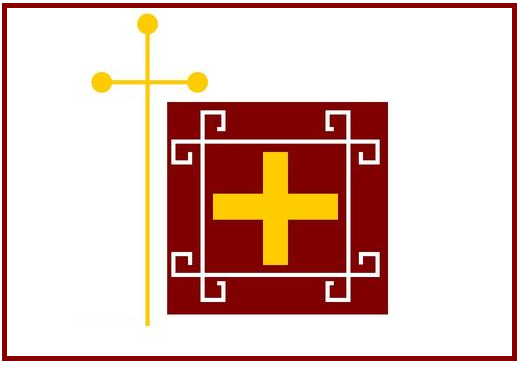
شعار الساركتساني

## التاريخ والأصل
كانت أصولهم موضع اهتمام واسع ودائم، مما أسفر عن العديد من دراسات العمل الميداني التي أجراها علماء الأنثروبيولوجيا بين الساركتسانيين.
يعتقد العلماء بأن السركتسانيين ينتمون إلى اليونان وربما ينحدرون من الرعاة ماقبل الكلاسيكيين من الشعوب الأصليه. مستشهدين بالأدلة اللغويه وجوانب معينه من ثقافتهم التقليديه وتنظيمهم الأجتماعي والاقتصادي. تشير النظرية الشائعة المستنده على اللغويات والثقافة المادية، إلى أن السركستاني ينحدرون من شعب الدوريان الذين كانوا معزولين لعدة قرون في الجبال.

## الإعتبارات
```
في كثير من الحالات يتم الخلط بين الساركتسانيين ورعاة اليونان العظماء شعب الفلاك الذين يتحدثون اللغة الرومانسية. ارفانتينوس تحدث عن الخطأ في نسبة عشيرة الأرفانتينوفلاك إلى الساركتساني مع أن الأخير من أصل يوناني. وللتفرقه بين العشيرتين فإن الأرفانتينوفلاك ينتمون إلى الكوراكونديس، أما الساركتساني فيتم الإشارة إليهم باسم مورايتس أو روميلوتس نسبة إلى المكان الذي عاشوا فيه.
```

كان أوتو أول ملك لليونان الحديثه من أشد المعجبين بعشيرة الساركتساني. ويقال بأنه أنجب طفلا غير شرعيا في بداية حكمه من إمرأه ساركتسانيه تدعى تانغاس.
منذ القرن الشعرين درس العديد من العلماء الخلفيه اللغويه والثقافيه والعرقية للساركتساني، من بين هولاء الباحث الدنماركي كارستين هيغ الذي سافر بين عامي 1920 و 1925 لدراسة لهجة وقصص الساركتساني، ولم يجد اثارا لتأثر لهجتهم المحلية بلغات أجنبيه. زار الساركتساني في إيبيروص ومجموعات أخرى مع عدم وجود قرى ثابته لهم وفي عدة أجزاء أخرى من اليونان.
يرفض بيورمان، وهو عالم ألماني تفسيرات هيغ بأن الساركتساني «أنقى السكان اليونانيين القدماء» يبدو أنه لم يكن هناك إشاره لساركتساني لما قبل القرن الثامن عشر، ولكن هذا لا يعني بالضرورة عدم وجودهم سابقا. من المرجح أن «ساركتساني» اسم عام وجديد أطلق على السكان الذين عاشوا لقرون في عزله عن السكان الذين يشكلون اليونان اليوم.
يعتقد كلا من جورجاكاس (1949) وكافادياس (1965) أن الساركتسانيون إما ينحدرون من البدو القدامى الذين سكنوا المناطق الجبليه في اليونان ماقبل الكلاسيكيه، أو أنهم ينحدرون من الفلاحين الذين أصبحوا بدو رحل بعد إجبارهم على مغادرة مستوطناتهم في القرن الرابع عشر.
```
انجيليكا هاتزيميهالي وهي فنانه يونانيه فلكلوريه والتي أمضت عمرا بين الساركتسانيين، أشادت بالعناصر النموذجيه للثقافه اليونانيه التي وجدتها في طريقة الحياه الرعويه والتنظيم الاجتماعي والتشكيل الفني للساركتساني. كما تشير إلى التشابه بين الفن الزخرفي والهندسي باليونان ماقبل الكلاسيكيه.
```

المؤرخ الإنجليزي والمختص في علم الأنسان جون ك.كامبل توصل إلى استنتاج مفاده أن الساركتساني قد عاشوا في ظروف ومناطق مشابهه للتي وجدها في رحلة بحثه منتصف الخمسينيات. كما سلط الضوء على الاختلاف بينهم وبين الفلاك فيما يتعلق بأن الساركتساني مجموعه عرقيه مميزه داخل الأمه اليونانيه.
نتيجه للدراسات الميدانيه التي أجراها نيكولاس هاموند المؤرخ البريطاني على الساركستانيين في إيبيروص أن الساركتسانيين ينحدرون من الرعاة اليونايين الذين سكنوا بيندوس وجراموس في الحكم البيزنطي، والذين طردتهم عشيرة الفلاك من المراعي في القرن الثاني عشر.
وهناك نظريات أقل تداولا حول أصل الساركتسانيين، من بين تلك النظريات لماركيز (1990) يعتقد بأنهم شعب ماقبل العصر الحجري الحديث. في حين يدرجهم الباحث في لندن جون ناندريس في سياق أكثر تعقيدا من البدو الرحل الذين يتفاعلون مع بعضهم البعض. بينما يربط ارنولد فان جينيب بين الساركتساني واليوركس.

## الساركتساني والفلاك
لقد حاول العلماء الرومانيون والأرومانيين إثبات أصل مشترك للساركتسانيين والأرومانيين، عرفوا لاحقا بالفلاك والذين يشكلون اغلبيه عرقيه في اليونان تتحدث الأرومانيه -لغه رومانسيه شرقيه- اما الساركتساني فيتحدثون اللهجة اليونانيه الشماليه.
يتشارك الساركتساني مع الفلاك جزئيا في التوزيع الجغرافي رغم امتدادهم للجنوب. وبالرغم من كثرة الاختلافات بين العشيرتين إلا أنه غالبا ما يتم الخلط بينهم نظرا لطريقة حياتهم المتشابهه في الترحال. علاوة على ذلك تم استخدام مصطلح «فلاك» في العصر البيزنطي للإشارة لجميع الرعاة. إضافة إلى ذلك الافتراض القائل بان المجتمع الساركتساني سيتخلى عن لغته ويترجم كل تقاليده الكلاميه إلى اليونانيه ويخلق لهجه يونانيه منفصله. كما أن الضغط المتزايد على المناطق المحدوده المتاحه للرعي في فصل الشتاء نتج عنه خلاف بين المجموعتين حول المراعي. بالإضافة إلى أنه كانت مجموعه كبيره من الفلاك تعيش في قرى كبيره حيث لم يكن الرعي ضمن مهنتهم. حيث اظهروا أشكالا فنيه مختلفه وقيما ومؤسسات عن تلك الساركتسانيه. يختلف الساركستاني عن الفلاك بتحديد مكانة أقل للنساء والألتزام بنظام أبوي صارم.
وفقا لجورجي بوغدان اعتمادا على الأساس اللغوي والتقاليد فإنه من المحتمل أن يكون الساركتسانيين ينحدرون من الفلاك.
لقد أكد الساركتسانيين دائما على هويتهم اليونانيه وعدم وجود علاقه تربطهم بالفلاك، فيما ينظر إليهم الفلاك على أنهم مجموعه مختلفه ويطلقون عليهم اسم جرايسي (أي اليونانيين) وهو الأسم الذي استخدمه الأرومانيين لتمييز الناطقين باليونانيه عن أنفسهم يسمون أرمانجي.

## الحضارة
تخلى معظم السركتسانيين عن طريقة حياتهم التقليديه وانضموا إلى الحياه اليونانيه الحديثه. على الرغم من تواجد جهود للحفاظ على تراثهم الثقافي، ومستوطناتهم التقليديه، الملابس والأزياء مما يجعلهم شعبا مختلفا ثقافيا واجتماعيا عن التراث اليوناني حيث إنهم يشكلون إقلية عرقيه في اليونان. تتكون فنونهم الشعبية من الرقص والغناء والشعر بالإضافة إلى المنحوتات المزينه بالخشب والتطريز على أزيائهم التقليديه والتي تشبه الفن الهندسي ماقبل الكلاسيكي في اليونان.
وفي الطب، يستخدمون عددا من الأدوية الشعبية بما في ذلك الأعشاب والعسل ودم الحملان.

## اللغة
يتحدث الساركتسانيون باللهجة اليونانيه الشماليه، ساركتسانيكا. والتي تتحتوي على بعض الكلمات للغه اليونانيه القديمه ولكنها لم تنج بسبب تأثرها باللغة اليونانيه الحديثه.
يقول كارستين هيغ: «أنه لا يوجد أثار للغات الأجنبيه في اللهجة الساركستانيه ولم يجد لها اثر صوتي أو في البنيه النحويه.» على الرغم من ان ساركتسانيكا تتضمن كلمات تتعلق بالرعي من أصل أروماني نتيجة للاتصالات والتبعات الاقتصاديه بين الشعبين.

## القرابة
يلتزم نظام القرابة لدى الساركتساني بالنظام الأبوي القوي. يتم تتبع نسب الأب عند حساب النسب وعند تحديد العلاقات الأسرية فإن الأم والأب يوفرون معرفة اقرباءهم لإحفاد الابن. ولا يتم حساب قرابة ابن العم من الدرجة الثانية. داخل صلة القرابة تشكل الأسرة وحده مهمه، فيما يشكل الزوجين نواة العائلة الممتده وتشمل الأبناء الغير متزوجين وغالبا مايكون ابناءهم المتزجين وزوجاتهم. تشكل صلة القرابة لدى الساركتساني شبكه من الالتزامات والتعاون في المواقف المتعلقه بحماية الأقرباء.
```
الزواج لدى الساركتساني يكون مرتبا ولا يمكن الزاوج بين الأقرباء. يجب على العروس إحضار مهر من المفروشات المنزلية وملابس وقطيع من الأغنام أو مايعادلها نقدا. أما مشاركة الزوج فهي بقطعان من الإغنام التي يحتفظ بها لدى والده. يقيم المتزوجان حديثا بجانب أسرة الزوج، بينما الطلاق والزواج بعد الترمل لديهم غير معروف.
```

إن مفهوم الشرف يحمل أهمية كبيره لدى الساركتساني وأن سلوك أي فرد من الأسرة ينعكس على الجميع. لذلك يوفر تجنب الرأي السلبي حافزا قويا للألتزام بالقيم والمعايير الملاءمة التي يمتلكها المجتمع. يكمن واجب الرجل في حماية شرف العائلة ومراقبة جميع أفراد الأسرة.

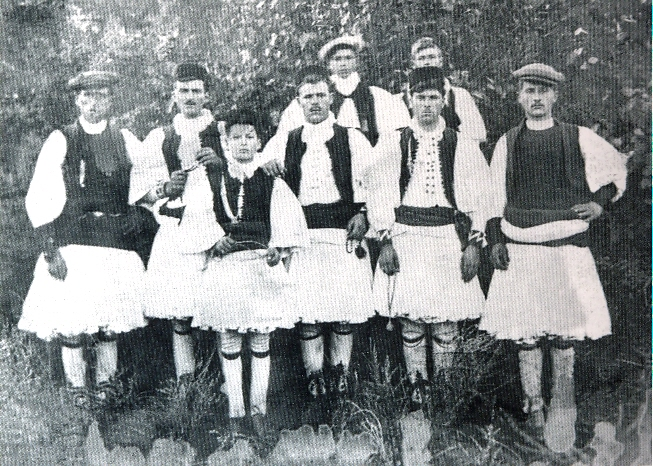
رجال ساركتسانيون باللباس التقليدي في غرب ميسادونيا, اليونان

## الديانة
الساركتسانيين نصارى ارثودوكس يونانيون ينتمون إلى كنيسة اليونان.
يقيم الساركتسانيين الولائم احتفالا بعيدي القديسين جورج وديميتريوس، والتي تقع قبل الهجرة الموسميه في أواخر الربيع وأوائل الشتاء. تتكون الوجبة الرئيسيه من لحم الضآن بمناسبة عيد القديس جورج ويوافق أيضا الكريسماس وقيامة المسيح. بينما يعتبر عيد الفصح أهم طقوس الحياه الدينيه لدى الساركتساني. وعن المناسبات الأخرى خارج التقويم المسيحي حفلات الزفاف والجنائز والأخيره مناسبه لاتشمل عائلة المتوفى فقط بل مجموعه أكبر من الأقارب تتوافق الممارسة الجنائزيه مع الكنيسة. بينما الحداد الأكثر تميزا مع النساء والأرمله على وجه الخصوص.

## الرعي
عادة ما يمضي الساركتساني أشهر الصيف في الجبال ويعودون إلى السهول في فترة الشتاء. تبدأ هجرتهم عشية عيد القديس جورج في إبريل ومن ثم العودة في عيد القديس ديميتريوس في 26 أكتوبر. وفقا لإحدى النظريات لم يكن الساركتساني من البدو الرحل ولكنهم إضطروا لهذه الحياه القاسيه هربا من الاحتلال العثماني. يعيش الساركتساني في المناطق الجبليه في اليونان مع بعض المجموعات التي تعيش في شمال اليونان وتنتقل إلى البلدان المجاورة في الصيف عبرالمعابر الحدوديه بين اليونان، ألبانيا، بلغاريا ويوغوسلافيا بدون عوائق حتى منتصف القرن العشرين. في العام 1947 وعند اندلاع الحرب البارده علقت مجموعه من الساركتساني بسبب إغلاق الحدود بين تلك البلدان ولم يتمكنوا من العودة إلى اليونان.
تقع مستوطنات الساركتساني على أراضي الرعي أو بالقرب منها في الصيف والشتاء. النوع الأكثر تميزا بين المساكن كوخ القبة مؤطرا بالأغصان ومغطى بالقش، أما النوع الثاني فكان عباره عن هيكل مستطيل الشكل ذي عوارض خشبيه. في كلا النوعين كان مركز المسكن هو حجر الموقد، أما الجدران والأرضيات فمغطاة بالطين والروث. منذ أواخر عام 1930 كانت هناك مطالبات بتسجيل المواطنين مما أدى إلى أن يعتمد الساركتساني أرضي الرعي الصيفيه كمقر إقامه دائم ومنذ ذلك الحين بنى الكثير منهم منازلهم في تلك القرى.
تتألف مستوطناتهم التقليديه من منازل مشتركه اعتمادا على صلة القرابة أو الزاوج. تبنى المنازل على أراض مسطحه بالقرب من المرعى مع وجود هياكل داعمه. تسمى هذه المجمعات ب (ستاني) يستخد م هذا المصطلح للإشارة إلى المجموعات التي تتشارك الأرض المؤجره. يدفع رئيس كل عائله في المجمع حصته إلى زعيم الستاني.
تنتقل ممتلكات الفرد وثروته بعد وفاته إلى ذكور الأسرة. يحصل الأبناء على حصه من القطعان والمملتكات من بعد آباؤهم وأمهاتهم، أما السلع المنزلية فتنتقل إلى الإناث.
تدور حياتهم طوال السنه حول قطعانهم، الرجال مسؤولون عن حماية ورعاية القطعان مثل القص والحلب. أما النساء فتنشغل ببناء المساكن وحظائر الأغنام ورعاية الأطفال والمهام المنزلية بما في ذلك غزل وصباغة الصوف، ورعاية الدجاج من اجل البيض مصدر الدخل الشخصي الوحيد. وتحافظ النساء على حدائق الخضروات المنزلية مع بعض الأعشاب البرية المستخدمه لتكملة نظام الأسرة الغذائي. عندما يتقدم الأولاد في العمر فإنهم يبدأون في تقديم المساعدة ورعاية القطعان مع ابائهم، وبالمثل تتعلم الفتيات من خلال مراقبة امهاتهن.

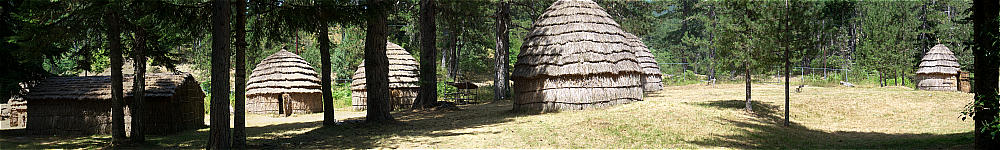
مستوطنات الساركتساني في سكاميلي, بيندوس, اليونان

## التركيبة السكانيه
حتى منتصف القرن العشرين كان الساركتساني يعيشون في أجزاء كبيره في اليونان. ومع أولئك الذين يعيشون في الشمال وينتقلون بشكل متكرر في موسم الصيف للدول المجاورة مثل ألبانيا، جنوب يوغوسلافيا وتراقيا الشماليه في تركيا. وفي منتصف اربعينيات القرن الماضي تم إغلاق الحدود بين تلك البلدان مما أدى إلى أن تستقر مجموعه صغيره خارج اليونان.
لقد كان من الصعب معرفة التعداد السكاني للساركتساني على مر السنين حيث الترحال والهجرة في الصيف والشتاء وعدم اعتبارهم عشيرة مختلفه بحيث لم تتضمن معلومات التعداد معلومات منفصله عنهم. كان مايتم كثيرا الخلط بينهم وبين عشائر أخرى وعلى وجه التحديد عشيرة الفلاك. ومع ذلك كان عددهم في فترة الخمسينيات يقدر بحوالي ثمانين الفا في اليونان ولكنها وافقت مرحلة التحضر لعدد من اليونانيين والساركتسانيين الذين لم يعرف متى توقفوا عن كونهم رعاة رحل.
يمكن العثور على الساركتسانيين في عدة أماكن مثل: سلسلة جبال بيندوس وامتداداتها الجنوبيه من جيونا، باراناسوس، بانيتلوكو، وسط اليونان، وسط يوبيا، في جبال بيلونوبيس الشماليه، في جبال رودوب، في تراقيا اليونانيه، في الجبال القريبه من أوليمبوس وأوسا وفي أجزاء من مقدونيا اليونانيه. لقد تخلت الغالبية من الساركتساني عن طريقتهم في الترحال واستقروا في قراهم في حين انتقل عدد من الجيل الشاب إلى المدن الرئيسيه.
في بلغاريا وطبقا للتعداد السكاني عام 2011 فإنه تم تحديد 2,556 على أنهم ساركتسانيون (في البلغاريه: كاركتشاني) ويعتبر هذا العدد أقل من التعداد في عام 2001 حيث يظهر عددهم 4,107 إلا أن عددهم الفعلي يقدر ب 25,000 يعيش معظمهم في مناطق من سلسلة البلقان وجبل ريلا وشمال شرق بلغاريا. في عام 1991 أسسوا اتحاد الجمعيات التعليميه والثقافيه في كاراكشان في سيلفان.
في بلغاريا يعرف الساركتسانيين أنفسهم في على أنهم يونانيون، ويعتبرون أنفسهم «أنقى الأغريق». وفي البلغاريه يسمون كراكشتاني لأنهم يعيشون هناك حيث عاش أسلافهم وفي حالات قليله ولدوا أيضا. على الرغم من لهجتهم اليونانيه وهويتهم إلا أن الحكومة البلغاريه تصنفهم بمعزل عن الأغريق وتعتبرهم إما فلاك أو سلافيك. وفي نظريه بلغاريه أخرى تدعي بأن الساركتساني هم أحفاد التراقيين الهيليين الذين وبسبب مسكنهم في الجبال لم يكونوا سلافيكيون.
أما المعلومات حول الساركتساني في شمال مقدونيا شحيحه، لتجنب مطالبات اليونان بأراضي في مقدونيا باعتبارها الموطن الأصلي للساركتساني. ومع ذلك يقال بأن الساركتساني كانوا يقيمون في بيتولا وجنوب سكوبيه وامتد وجودهم حتى الشمال إلى كوسوفو.

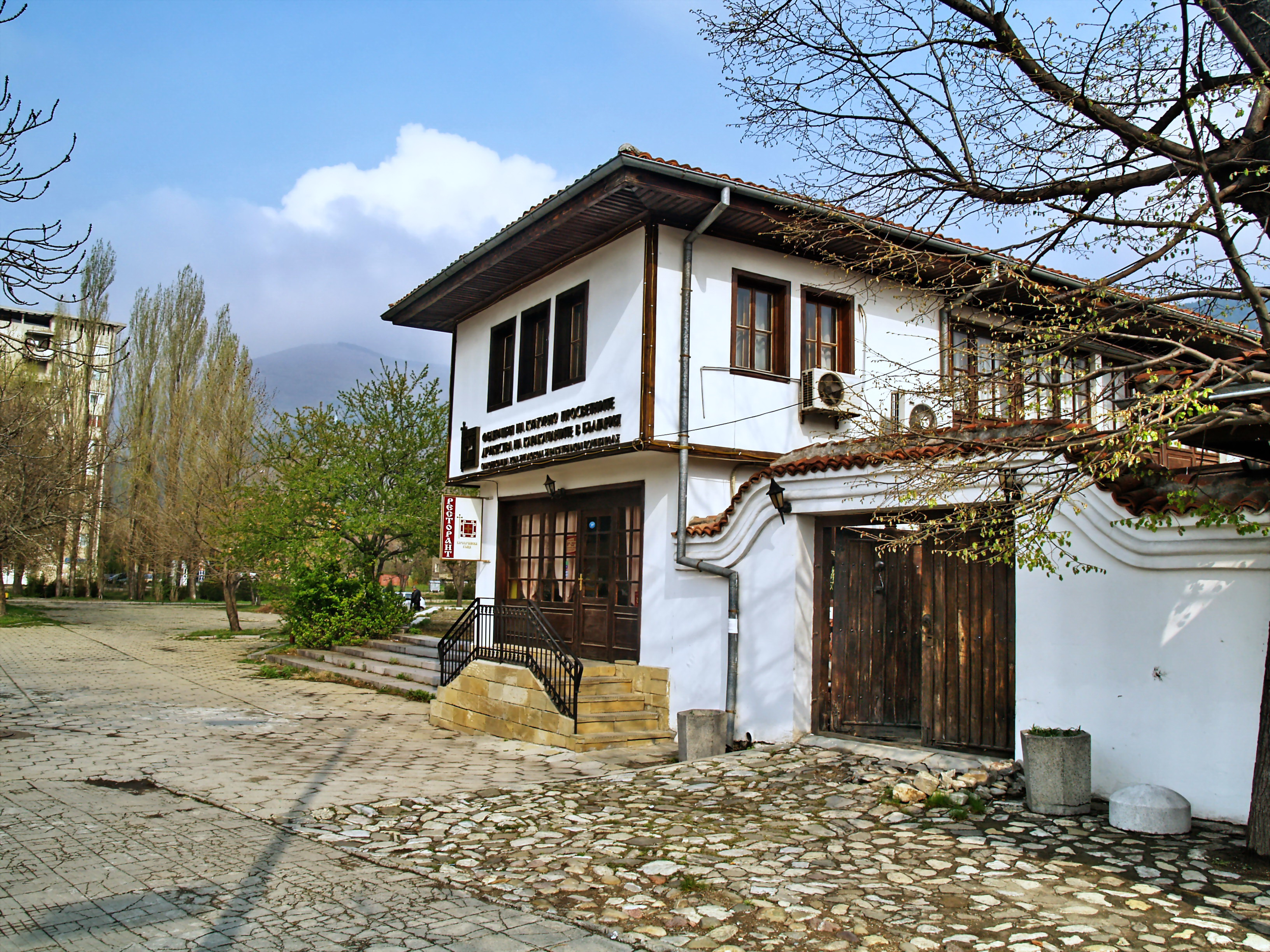
مقر اتحاد الساركتساني في سلفين بلغاريا

## الجذور والطقوس
كتبت ساره ويلر في كتابها جزيرة معزوله بعد ان تتبعت سلاله من الساركتساني في يوبيا وجزيرة بوروس:
"لقد كنت مفتونه بالقبيلة البدويه ذات الأصل الغامض، انتشروا في جميع أنحاء البلقان وارتبطوا بشكل وثيق بجبال بندوس ورودب في البر الرئيسي الشمالي. في الخمسينيات كان هناك حوالي ثمانين الفا منهم. يمضون نصف السنه في المراعي والنصف الأخر في السهول. لقد تم المحافظة على جذورهم من خلال طقوس متقنه في جميع جوانب حياتهم من الملبس وحتى القوانين الأخلاقيه. كانت إيفيا هي الجزيرة الوحيده التي استعمرها الساركستانيين وهي ابعد منطقه جنوبيه حصلوا عليها باستثناء بوروس (وربما إيجينا أيضا). في إيفيا كانوا، وحتى هذا القرن، لا يتواجداون إلا على جزء من هذه الجزيرة محور تشاليس-كيمي وحتى الشمال نحو أقصى إيانا. وتشكل مجموعة القرى حول سكيلوياني أكثر سكانا واستقرارا للساركتسانيين في الجزيرة. كان هناك خمسين عائله من الساركتساني تعيش في جبال كنديلي يعملون كجامعي راتنجه (ماده صبغيه) ترتدي ملابس راقيه.
الصور التي التقطت قبل عقود قليله فقط لنساء من الساركتساني يرتدين ملابس تقليديه يجلسن خارج أكواخهن المنسوجه بشكل مستدير.
عرف الساركتساني بأسماء مختلفه من قبل السكان الأصليين، وعادة ماتعتمد التسمية على المكان الذي أتوا منه، في إيفيا كانوا يسمون رومي أو روميلوتس تيمنا بمنطقة روملي. غالبا مايتحدث عنهم الناس باعتبارهم فلاك. لقد استقروا الآن، وبصوره رسميه كمزارعين في المراعي الخاصة بهم."

## شخصيات ساركتسانيه بارزه
شخصيات عسكريه:
أنتونيس كاتسانتونيس، كليفت.
جورجيوس كاريسكاكيس، بطل حرب الاستقلال اليونانية.
أناستاسيوس كاراتاسوس، قائد حرب الاستقلال اليونانية.
ديميتريوس كاراتاسوس، زعيم حرب الاستقلال اليونانية.
```
شخصيات سياسيه:
```

الكسندروس كاراثودوروس
ليفتريس زاغورتيس
جورجيوس سوفياس
ديمتريس كوتسومباس الأمين العام للحزب الشيوعي اليوناني

## معرض الصور

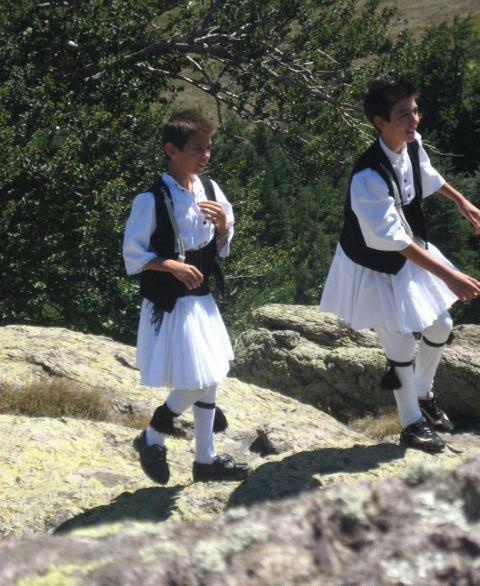
مجموعه من الأطفال ترتدي اللباس التقليدي للساركتساني "فوستانيا" في تراقيا.

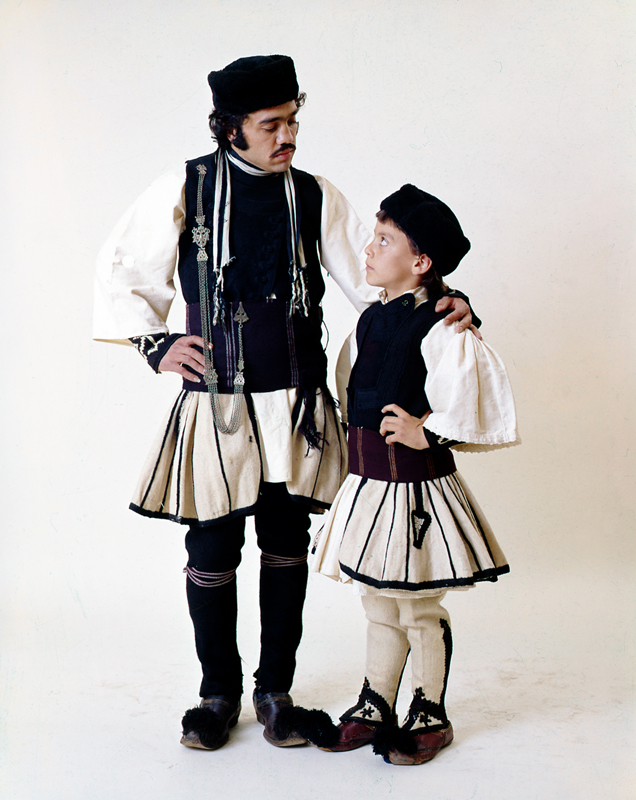
رجل وطفل باللباس التقليدي للساركتساني

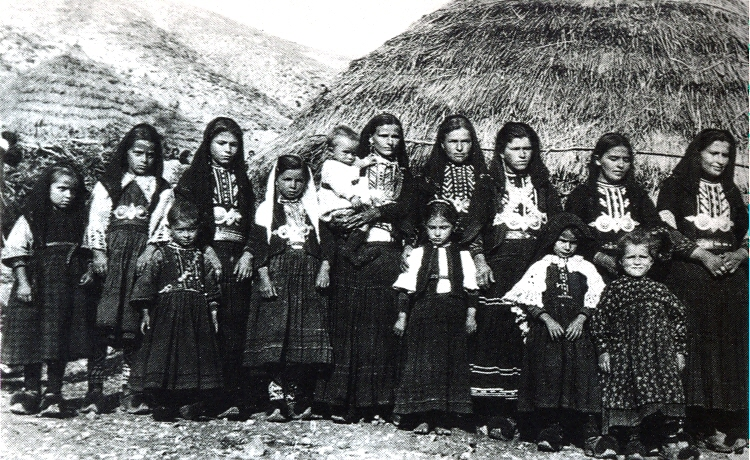
نساء ساركتسانيات. إيبيروص, اليونان 1922

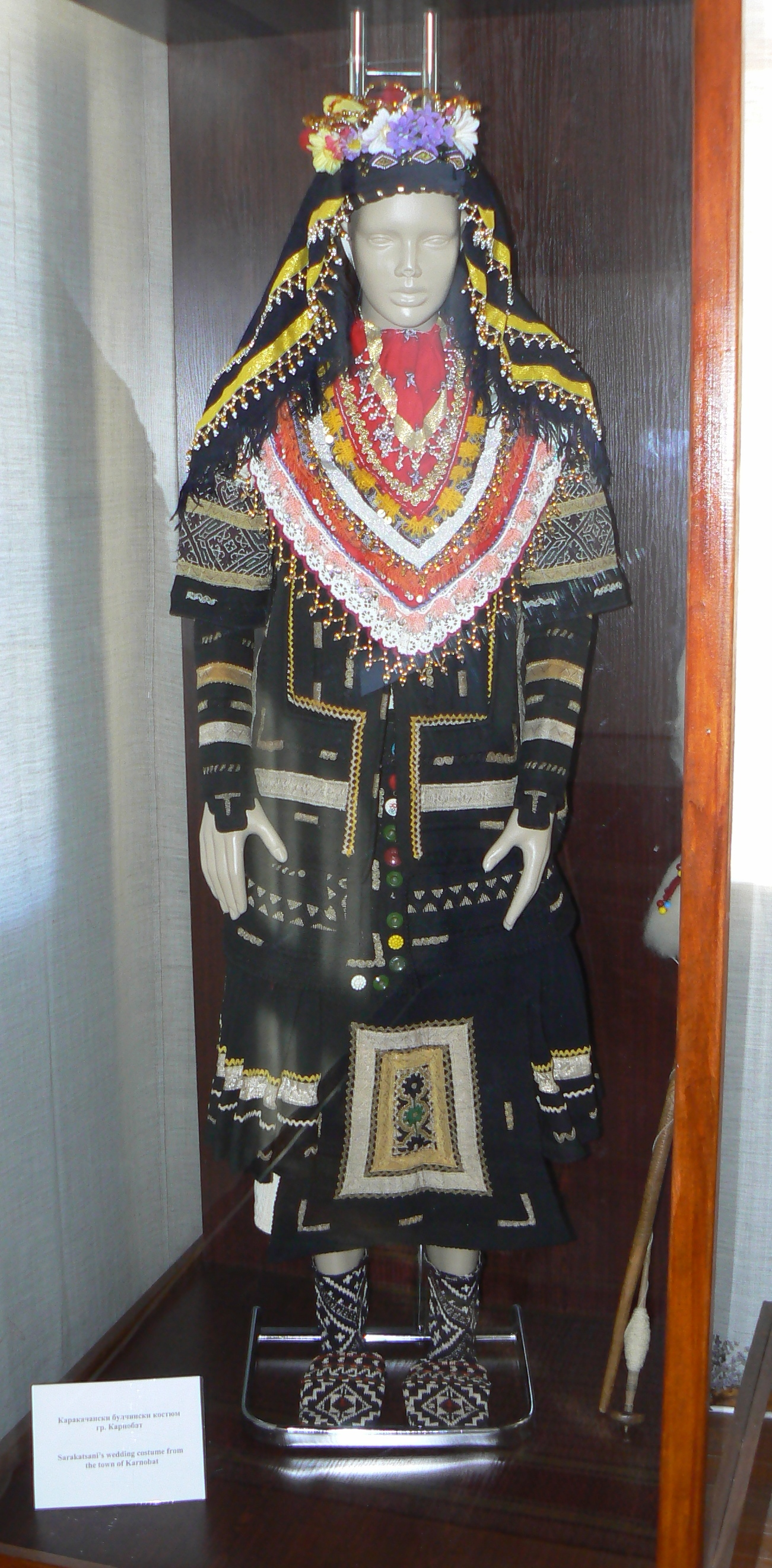
اللباس التقليدي للنساء في الأعراس. كارنوبات, بلغاريا